# Promachus obscuripes
Promachus obscuripes är en tvåvingeart som beskrevs av Ricardo 1920. Promachus obscuripes ingår i släktet Promachus och familjen rovflugor.
Artens utbredningsområde är Malawi. Inga underarter finns listade i Catalogue of Life.